# Athetis collaris
Athetis collaris là một loài bướm đêm trong họ Noctuidae.